# Тетрик II
Гай Пий Езувий Тетрик Младши (Gaius Pius Esuvius Tetricus), Тетрик II е син и съимператор на Тетрик I, последният император управлявал т.нар. Галска империя.
За него се знае много малко. Издигнат е за цезар princeps iuventutis от баща му през 273 г., а след това държи и поста на консул от 1 януари 274 година.
В началото на 274 г., след победата на император Аврелиан в битката при Шалон и абдикацията на Тетрик I, Гало-Римската държава е ликвидирана. Бившите императори участват в триумфалната процесия на победителя в Рим, но са пощадени и прекарват остатъка от живота си като обикновени граждани и дори получават сенаторски звания и длъжности.